# Gynoplistia (Xenolimnophila) zaluscodes
Gynoplistia (Xenolimnophila) zaluscodes is een tweevleugelige uit de familie steltmuggen (Limoniidae). De soort komt voor in het Australaziatisch gebied.